# Mini-Max (Fernsehserie)
Mini-Max (Originaltitel: Get Smart) ist eine US-amerikanische Comedyserie, die von 1965 bis 1970 (bis auf die Pilotfolge) in Farbe produziert wurde. Die Serie, eine von Mel Brooks und Buck Henry erdachte und entwickelte Satire auf das Geheimagenten- und Krimigenre, gewann sieben Emmy Awards und war für 14 weitere nominiert. Außerdem wurde sie mit zwei Golden Globes ausgezeichnet.

## Handlung
Die Hauptfiguren sind Maxwell Smart alias Agent 86, seine Kollegin Agent 99 und der Chef, die alle für den US-Geheimdienst CONTROL arbeiten. Nebenfiguren sind Agent 13 und Agent 44, die an den unmöglichsten Stellen auf der Lauer liegen, so zum Beispiel in einem Briefkasten oder einer Waschmaschine, um Personen oder Gebäude zu observieren. Ausflüge in die technische Science-Fiction sind der Roboter Hymie, der Befehle allzu wörtlich nimmt, und der Vorläufer des Mobiltelefons: das Schuhtelefon bzw. Variationen davon wie das Butterbrottelefon. Die Gegenspieler sind Spione der Geheimorganisation KAOS, wie Siegfried oder Dr. Yes.
Verschiedene Stars haben Cameo-Auftritte, wie Johnny Carson (in zwei Episoden), Ernest Borgnine, Bob Hope, Robert Culp und Leonard Nimoy.

## Ausstrahlung und Veröffentlichungen
Zwölf Folgen der ersten Staffel wurden in Deutschland ab 1967 im Vorabendprogramm der ARD unter dem Titel Supermax, der Meisterspion ausgestrahlt. 45 weitere Folgen zeigte das ZDF zu Beginn der 1970er Jahre unter dem Titel Mini-Max oder Die unglaublichen Abenteuer des Maxwell Smart. Alle weiteren Folgen der ersten vier Staffeln liefen mit Ausnahme der ersten Episode (die in Schwarz-Weiß gedreht worden war) 1988 und 1990 erstmals auf Sat.1. 1995 folgten die Episoden der fünften Staffel auf Kabel 1.
Mittlerweile sind alle fünf Staffeln auf DVD erschienen.

## Fortsetzungen
Es erschienen zwei Spielfilme zur Serie, nämlich 1980 Die nackte Bombe und 1989 Die nackte Bombe II (Alternativtitel Mach’s nochmal, Maxwell Smart). Die damals auch auf Videokassette veröffentlichten Filme sind inzwischen gesuchte Raritäten. Noch begehrter ist jedoch die Super-8-Veröffentlichung des ersten Spielfilms.
1995 kam es in den USA zu einer Neuauflage der Serie, in der Zach, der Sohn von Maxwell Smart, dessen Nachfolge antritt. Die neue Serie, die im deutschsprachigen Fernsehen von 21. Juli 1996 bis 1. September 1996 auf RTL ausgestrahlt wurde und den Titel Maxwell Smart trug, wurde aber nach sieben Folgen bereits wieder eingestellt.
Am 17. Juli 2008 startete in den deutschen Kinos ein weiterer Spielfilm mit dem Titel Get Smart. Die Hauptrollen spielen Steve Carell, Anne Hathaway und Alan Arkin. Parallel dazu wurde mit Get Smart – Bruce und Lloyd völlig durchgeknallt ein Film für den Video- bzw. DVD-Markt produziert, dessen Handlung parallel zum Kinofilm verläuft. In den tragenden Rollen sind Masi Oka und Nate Torrence zu sehen.

## Synchronisation
Mitte der 1960er ließ die ARD zwölf Folgen bearbeiten. Sprecher und Bearbeiter sind nicht bekannt. Das ZDF beauftragte in den frühen 1970ern Rainer Brandt mit der Synchronisation von 45 weiteren Folgen, die bei der Deutschen Synchron entstanden. 1986 wurden alle restlichen Folgen, ebenfalls von der Deutschen Synchron, mit teilweise neuen Sprechern synchronisiert. Auch die zwölf zunächst von der ARD bearbeiteten Folgen, erhielten von Sat.1 eine Neusynchronisation, die die alte ARD-Fassung vollständig ersetzte. Die ZDF-Bearbeitung wurde weiterhin verwendet. Die Bücher schrieb Ursula Buschow und Regie führte Heinz Petruo.
| Rolle         | Synchronsprecher                                      |
| ------------- | ----------------------------------------------------- |
| Maxwell Smart | Gerd Martienzen (ZDF), Hans-Jürgen Dittberner (Sat.1) |
| Chef          | Friedrich W. Bauschulte                               |
| Agent 99      | Beate Hasenau (ZDF), Inken Sommer (Sat.1)             |